# Robert Patrick Ellison
Robert Patrick Ellison CSSp (ur. 12 lutego 1942 w Dublinie, zm. 22 lutego 2024) – irlandzki duchowny katolicki, biskup Bandżulu w Gambii w latach 2006-2017.

## Życiorys

### Prezbiterat
W 1968 roku wstąpił do zgromadzenia Ducha Świętego (duchaczy). Święcenia kapłańskie otrzymał w dniu 6 lipca 1969. Pracował m.in. jako wykładowca instytutów zakonnych w kraju i w Wielkiej Brytanii. Przez wiele lat pracował także jako misjonarz w Gambii. W latach 1999–2006 sekretarz generalny duchaczy.

### Episkopat
25 lutego 2006 papież Benedykt XVI mianował go biskupem diecezji Bandżul w Gambii. Sakry biskupiej udzielił mu 14 maja 2006 jego poprzednik – biskup Michael Cleary.
30 listopada 2017 przeszedł na emeryturę. Zmarł 22 lutego 2024.